# Mycosphaerella aesculi
Mycosphaerella aesculi är en svampart som först beskrevs av Cocc. & Morini, och fick sitt nu gällande namn av Tomilin 1968. Mycosphaerella aesculi ingår i släktet Mycosphaerella och familjen Mycosphaerellaceae.   Inga underarter finns listade i Catalogue of Life.